# فيليز أحمد
فيليز أحمد (بالمقدونية: Филиз Ахмет)‏ هي ممثلة شمال مقدونية، ولدت في 15 أبريل 1981 في إسكوبية في مقدونيا الشمالية.

## وصلات خارجية
- الموقع الرسمي
- فيليز أحمد على موقع IMDb (الإنجليزية)
- فيليز أحمد على موقع قاعدة بيانات الفيلم (الإنجليزية)